# Afromorgus squalidus
Afromorgus squalidus är en skalbaggsart som beskrevs av Olivier 1789. Afromorgus squalidus ingår i släktet Afromorgus och familjen knotbaggar. Inga underarter finns listade i Catalogue of Life.